# Estación de Pino Montano Norte
Pino Montano Norte será una estación terminal de la Línea 3 del Metro de Sevilla que se situará en el norte del barrio de Pino Montano junto a la Zona Comercial del Higuerón Sur.
Será la única construida en superficie de todo el tramo norte de la línea 3, y su vestíbulo se situará sobre los andenes, para evitar el cruce a nivel sobre las vías.

## Accesos
- Estrella Deneb Calle Estrella Deneb, s/n (esquina calle Estrella Mizar)
- Estrella Deneb Calle Estrella Deneb, s/n (esquina calle Estrella Mizar)

## Líneas y correspondencia
| << cabecera | < estación | línea | estación >   | cabecera >>          |
| ----------- | ---------- | ----- | ------------ | -------------------- |
| Terminal    | Terminal   |       | Pino Montano | Hospital V. de Valme |

## Conexiones

### Autobuses urbanos
Diversas líneas de autobuses urbanos propiedad de la empresa TUSSAM tienen parada en la proximidad de la futura estación.
| N.º de parada | LÍNEA | Trayecto                       | Zona         |
| ------------- | ----- | ------------------------------ | ------------ |
| 653           | 13    | Plaza del Duque - Pino Montano | Radial Norte |